# 11302 Rubicon
A 11302 Rubicon (ideiglenes jelöléssel 1993 BM5) a Naprendszer kisbolygóövében található aszteroida. Eric Walter Elst fedezte fel 1993. január 27-én.